# خانه‌های متحرک (فیلم ۲۰۱۷)
خانه‌های متحرک  یک فیلم درام به کارگردانی ولادمیر دفونتنی است. این فیلم برای رقابت در بخش موازی دو هفته کارگردانان هفتادمین جشنواره فیلم کن انتخاب شد.

## بازیگران
- ایموجن پوتس در نقش علی
- کلوم کیت رنی در نقش ایون
- کلوم ترنر در نقش رابرت